# Batik

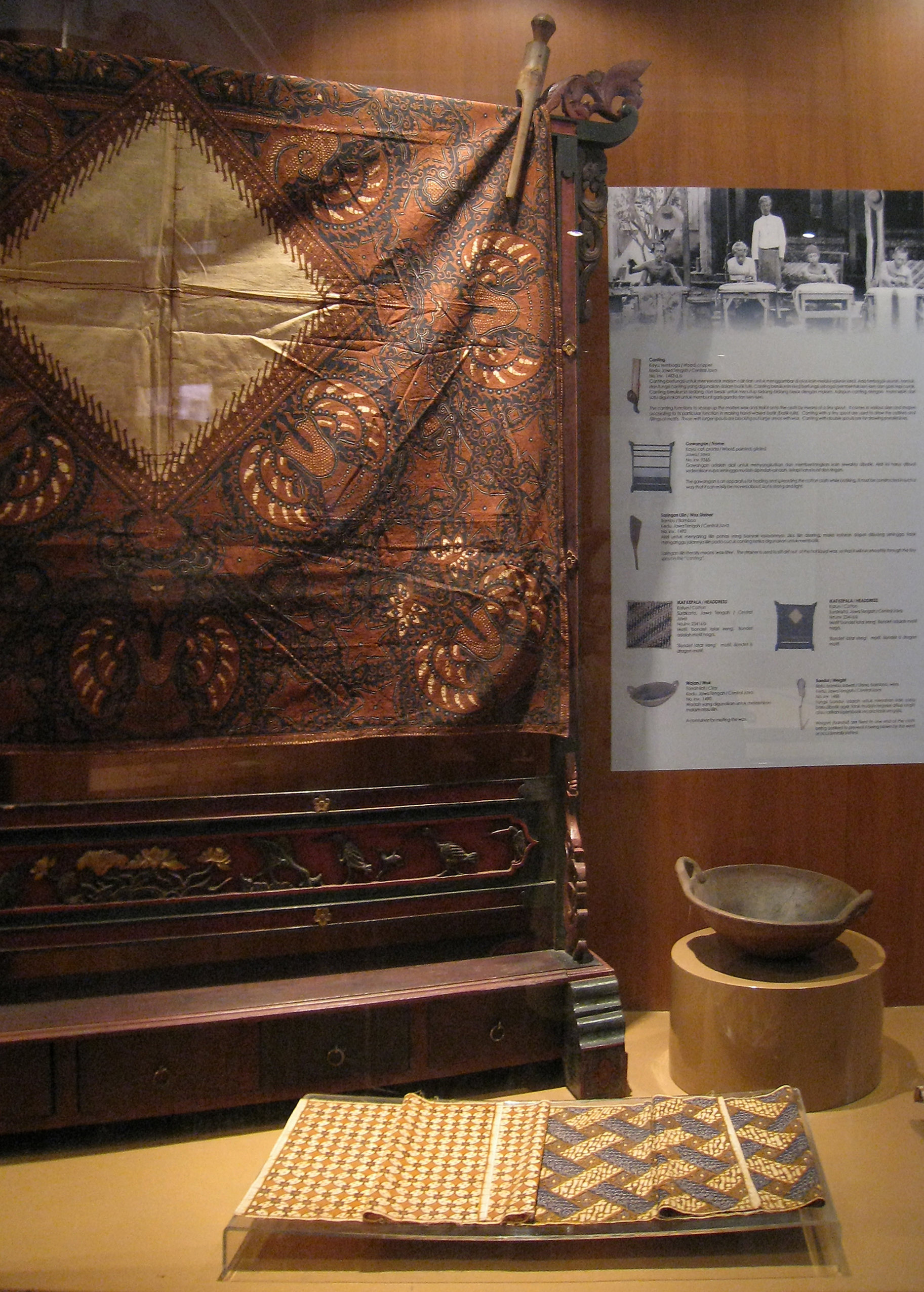
Batik ở Indônêsia

Batik (phát âm tiếng Java: [ˈbateʔ]; phát âm tiếng Indonesia: [ˈbatɪk]) là một tấm vải truyền thống được tạo ra bằng kỹ thuật nhuộm sáp và in các hoa văn bằng phương pháp thủ công truyền thống.
Nghệ thuật Batik đã xuất hiện từ hơn 2500 năm trước ở Viễn Đông, Trung Đông, Trung Á, Ấn Độ, Indonesia, Malaysia... Dù không phải là nơi sản sinh ra Batik nhưng Indonesia được coi là quốc gia của Batik, nơi mà nghệ thuật Batik đạt đến đỉnh cao. Vải Batik được coi là một sản phẩm thương hiệu quốc gia Indonesia trên thế giới.
Trước đây, màu truyền thống thường được sử dụng trong nghệ thuật Batik là những gam màu đơn điệu như nâu, chàm bởi những màu này dễ dàng chiết xuất từ thiên nhiên. Batik ngày nay có đủ các sắc màu, các chất liệu khác nhau. Họa tiết sử dụng trang trí trên vải Batik cũng rất đa dạng và phong phú, từ đơn giản như các họa tiết hình học cho đến những họa tiết phức tạp như cỏ cây, hoa lá, muông thú và cả con người, phong cảnh.
Ngày 2 tháng 10 năm 2009, kỹ thuật nhuộm truyền thống Batik của Indonesia đã được UNESCO đưa vào danh sách đại diện di sản văn hóa phi vật thể của nhân loại.

## Từ nguyên
Batik có thể là một từ gốc của tiếng Java: Banyak ("nhiều") và titik (có nghĩa là "chấm" hay "điểm"; hoặc có thể là một từ có gốc từ ngôn ngữ Nam đảo nguyên thủy (Proto-Austronesian): becik ("xăm" bằng kim châm). Trong suốt thời kỳ là thuộc địa của Hà Lan, tại Indonesia, người ta gọi nghệ thuật này bằng một số tên gọi gần giống nhau: mbatek,batek, mbatik và batik. Và, chỉ đến năm 1880, tại châu Âu, lần đầu tiên cái tên Batik mới được sử dụng trong "Encyclopaedia Britannica" và chính thức được đọc là Batik.

## Kỹ thuật
Để có một sản phẩm Batik, người nghệ nhân bắt đầu bằng việc vẽ các họa tiết bằng sáp ong pha trộn với nhiều sắc độ khác nhau. Các họa tiết, hoa văn trên nền vải lúc đầu được vẽ hoàn toàn bằng tay và sử dụng những cây bút gọi là canting. Sau này, người ta sử dụng bản khắc (bằng đồng), khuôn in và các công cụ khác để phủ sáp ong thành những hình đã định trước. Tuy nhiên, phương pháp vẽ bằng tay vẫn được sử dụng phổ biến vì nó mang phong cách riêng của mỗi nghệ nhân.
Kết thúc công đoạn nhuộm, vải đã vẽ hoa văn sẽ được hong khô. Tiếp theo, người ta nhúng chất dung môi để hòa tan hết sáp, hoặc dùng bàn là để là gián tiếp qua giấy báo hoặc khăn giấy để thu sáp. Khi không còn sáp, nền vải sẽ hiện ra những gam màu và dòng hoa văn đặc trưng của nghệ thuật Batik.

## Sử dụng
Ở Indonesia, nghệ thuật Batik được sử dụng cho quần áo bình thường với những hoa văn trang trí đơn giản. Những hoa văn phức tạp, nhiều đường uốn lượn là kiểu Batik dành riêng tầng lớp quý tộc hay trang phục mặc vào những dịp đặc biệt như ngày cưới hay lễ tết.
Trang phục được sử dụng trong các dịp lễ nghi như tiệc chiêu đãi của nhà nước, gồm áo sơ mi với ống tay dài cho nam và Batik dài để che toàn thân dành cho phụ nữ.
Trong lễ cưới, cô dâu và chú rể sẽ cùng mặc trang phục mang họa tiết của Batik Sidomukti, tượng trưng một cuộc sống hạnh phúc và thịnh vượng. Cha mẹ của cô dâu và chàng rể sẽ mặc trang phục Batik với họa tiết Truntum, tượng trưng cho lời khuyên của các bậc phụ huynh với mong muốn đôi vợ chồng bước vào cuộc sống mới với tình yêu trọn vẹn và sự tự tin.